# Sofja Andrejewna Tolstaja

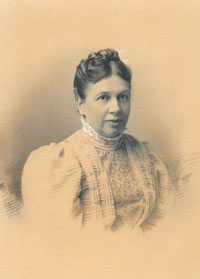
Sofja Tolstaja

Sofja Andrejewna Tolstaja (russisch Со́фья Андре́евна Толста́я; geboren 22. Augustjul. / 3. September 1844greg. in Pokrowskoje-Streschnjowo, heute zu Moskau gehörend; gestorben 4. November 1919 in Jasnaja Poljana), war eine russische Schriftstellerin, die fast fünfzig Jahre lang mit Lew Tolstoi verheiratet war, mit dem sie 13 Kinder hatte.

## Leben

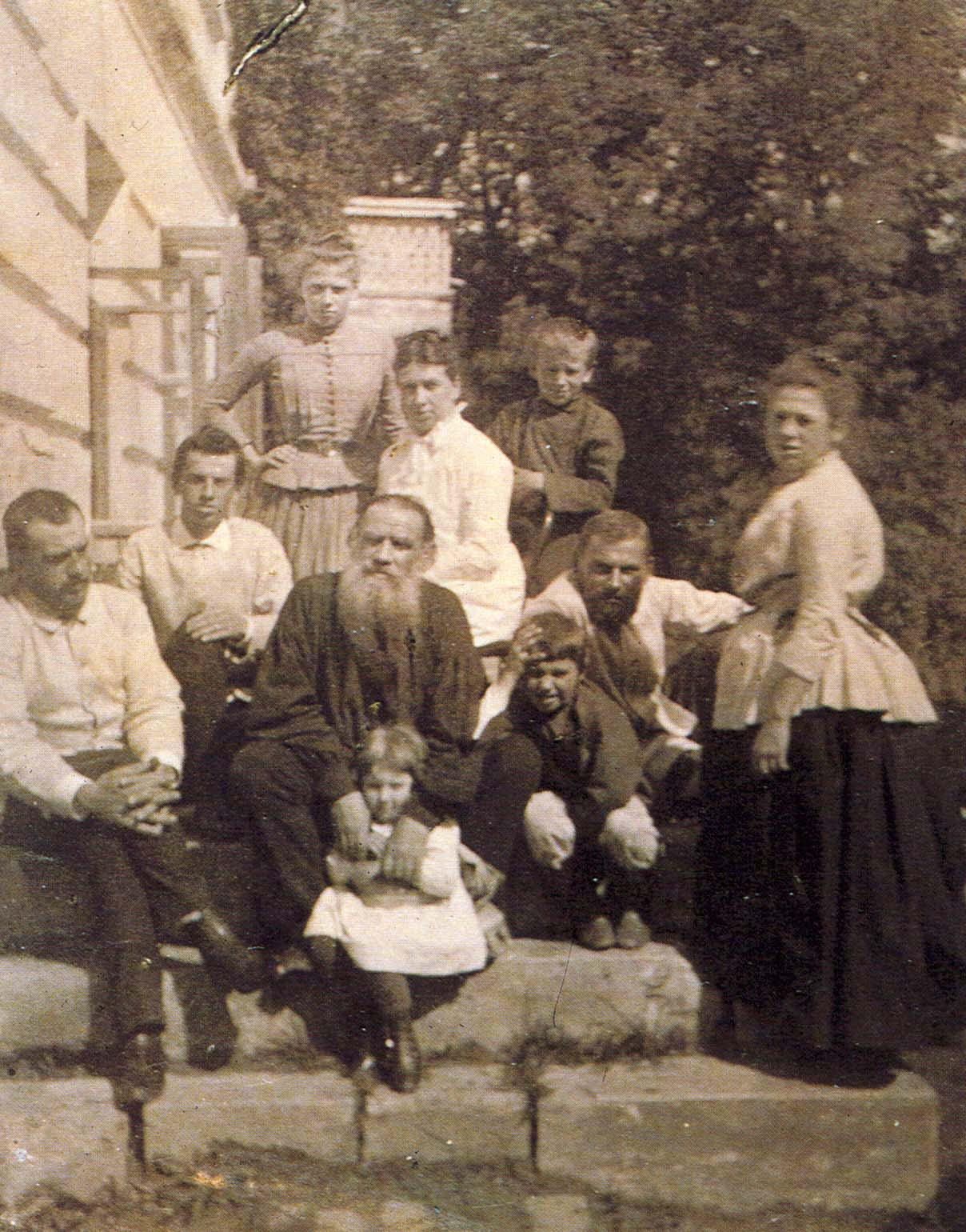
Familienbild 1887

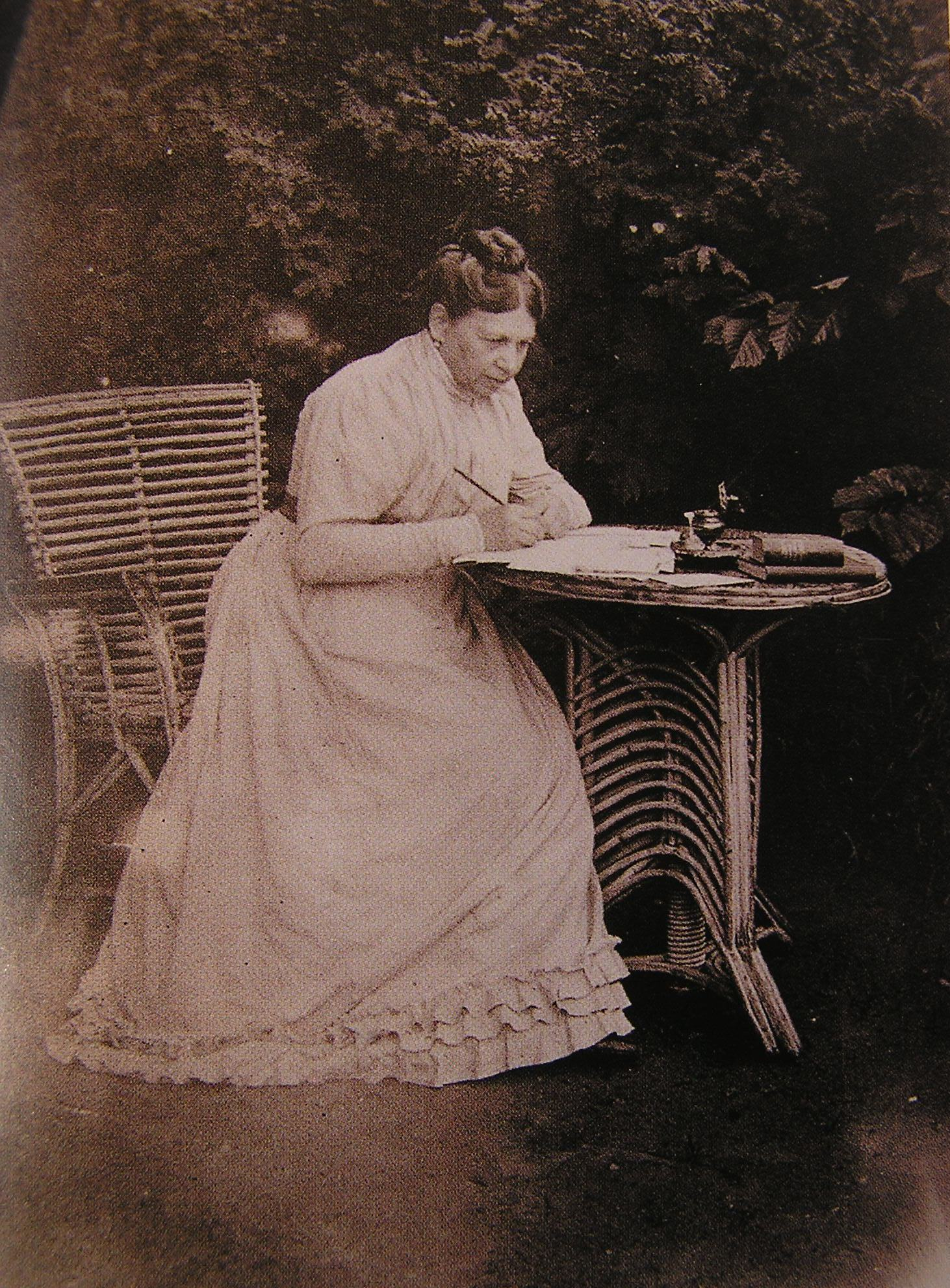
Sofja Tolstaja

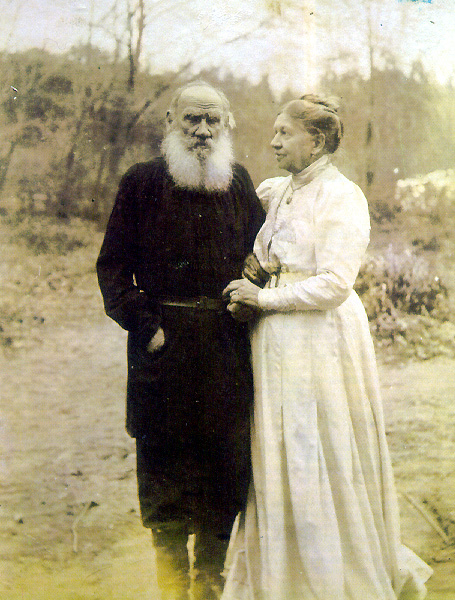
Ehepaar 1910

Sofja (eigentlich Sophia) Andrejewna Behrs wuchs im Kreml in einer deutschstämmigen Familie auf. Ihr Urgroßvater Hans Behrs war vom preußischen König Mitte des 18. Jahrhunderts als Instruktor in die Armee der Zarin Elisabeth nach Russland entsandt worden. Ihr Vater Andrei Jewstafjewitsch Behrs (Andreas Gustav Behrs; 1808–1868) war Kaiserlicher Hofarzt mit Dienstsitz im Kreml. Die Mutter war Ljubow Alexandrowna Behrs, geb. Islawina (1826–1886). Sofja war die zweite von drei Töchtern. Ihre Geschwister waren Elisabeth (1843–1919), Alexander (1845–1918), Tatjana (1846–1925), Peter (1849–1910), Wladimir (1853–1874), Stepan (1855–1910) und Wjatscheslaw (1861–1907).
1861 legte sie an der Moskauer Universität das Examen zur Hauslehrerin ab. Im selben Jahr wurde in Russland die Leibeigenschaft aufgehoben und in der russischen Intelligenzija erwuchsen Hoffnungen auf Liberalisierung des Zarenreichs. Als Sofja achtzehn Jahre alt war, machte ihr der 16 Jahre ältere, zu dieser Zeit bereits als Schriftsteller bekannte Tolstoi, der ein Bekannter der Familie war, einen Heiratsantrag. Die Verlobungszeit betrug knapp eine Woche, am 23. September 1862 heirateten sie im Kreml in der Mariä-Verkündigungs-Kathedrale. Tolstaja zog auf Tolstois Landgut Jasnaja Poljana.
Ihre eigenen literarischen Ambitionen gab Sofja auf und verbrannte ihre Schreibversuche und Tagebücher vor der Eheschließung. Tolstoi wiederum gab ihr seine Tagebücher zu lesen, aus denen sie von seinem sexuell ausschweifenden Leben vor der Ehe erfuhr (diese Szene verarbeitete er später literarisch in Anna Karenina und im 5. Kap. der Kreutzersonate).
Kurz nach der Eheschließung begann Tolstoi mit der Niederschrift des Romans Krieg und Frieden, unterstützt von seiner Frau, die das Manuskript insgesamt sieben Mal in Reinschrift übertrug. Ihre Aufgabe als Assistentin und später als Verlegerin der Werke Tolstois nahm Tolstaja bis zu dessen Tod wahr.
Tolstaja war sechzehnmal schwanger, hatte aber drei Fehlgeburten. Von den dreizehn lebend geborenen Kindern erreichten acht das Erwachsenenalter. Eine Empfängnisverhütung lehnte Tolstoi ab.
In der Phase der Entstehung der Anna Karenina starben drei der Kinder und zwei Tanten und Sofja erkrankte schwer, so dass eine gemeinsame Arbeit nicht möglich war.
Ende der 1880er Jahre erwarb die Familie ein Haus als Wohnsitz in Moskau, um den Kindern eine Ausbildung in der Stadt zu ermöglichen. Das Ehepaar entfremdete sich zunehmend. „Er entfernte sich, aber nicht im alltäglichen Leben, sondern in seinen Schriften, seinen Predigten an die Menschen, wie man leben solle“.
Um 1890 entstand der Roman Die Kreutzersonate. Die erste Fassung schrieb Tolstoi kurz nach der Feier anlässlich der Silbernen Hochzeit nieder. Das Werk handelt von einem krankhaft eifersüchtigen Mann, der sich der Versuchung durch die weibliche Sexualität hilflos ausgesetzt sieht und sich nur durch Mord aus den Fesseln der Ehe und der Sinnlichkeit befreien zu können glaubt. Sie sei die Quelle seiner Lust, er sei die Quelle ihres Auskommens. In der literarischen Öffentlichkeit wurde die Ehefrau der Kreutzersonate mit Sofja gleichgesetzt. Obwohl Tolstaja sich durch die Darstellung zutiefst gedemütigt sah, setzte sie sich beim Zaren Alexander II. für die Freigabe des Werks durch die Zensurbehörden ein. Sie verfasste eine literarische Replik auf die Kreutzersonate ihres Mannes mit dem Titel „Wessen Fehl? Die Erzählung einer Frau. (anläßlich der „Kreutzersonate“ Lew Tolstois. Niedergeschrieben von der Gattin Lew Tolstois in den Jahren 1892/1893)“. Tolstajas Roman wurde erst 101 Jahre später, 75 Jahre nach ihrem Tod, in Russland veröffentlicht.
Die Krise der Ehepartner wurde dramatisch, als der Tolstoi-Jünger Wladimir Tschertkow Tolstoi Ende des Jahres 1909 dazu drängte, ein Testament abzufassen, in dem er, Tschertkow, als alleiniger Nachlassverwalter der Werke Tolstois bestimmt wurde. Als Tolstaja zufällig von diesem Vorgang erfuhr, war sie empört. Aufgrund der für ihn belastenden Situation der Auseinandersetzung zwischen seiner Frau und Tschertkow verließ Tolstoi das Gut Jasnaja Poljana. Auf seiner Reise erkrankte er und starb auf dem Bahnhof Astapowo, etwa 150 Kilometer von Jasnaja Poljana entfernt, im Gouvernement Rjasan. Das Erbe Tolstois wurde der Familie aufgrund des auf Druck von Tschertkow verfassten Testaments entzogen.
Tolstaja hinterließ eine große Sammlung eigener Fotografien sowie von Tagebüchern und Erinnerungen. Ihre literarische Antwort auf die „Kreutzersonate“ wurde 2008 unter dem Titel „Eine Frage der Schuld“ ins Deutsche übersetzt. Ihr Kurzroman „Lied ohne Worte“, den sie in den Jahren 1897–1900 niedergeschrieben hatte, erschien 2010 als Weltpremiere in deutscher Übersetzung. Das Werk ist in Russland bis heute unveröffentlicht.

## Werke
- Lied ohne Worte. Aus dem Russischen übersetzt von Ursula Keller, mit einem Nachwort von Natalja Sharandak. Manesse Verlag, Zürich 2010, ISBN 978-3-7175-2210-2.
- Eine Frage der Schuld. Aus dem Russischen übersetzt von Alfred Frank. Manesse Verlag, Zürich 2008, ISBN 978-3-7175-2150-1.
  - darin: Kurze Autobiografie der Gräfin Sofja Andrejewna Tolstaja mit Datum vom 28. Oktober 1913, übersetzt von Ursula Keller, S. 217–286.
  - darin: Nachwort der Herausgeberin Ursula Keller, S. 299–315.
- Meine Ehe mit Leo Tolstoi: mit 7 Bildtaf. u. 1 Bibliographie d. Werke Leo Tolstois, Deutsch von Bernhard Hirschberg-Schrader. C. Weller & Co. Verlag, Leipzig 1928, DNB 576696315.
- Tagebücher. Aus d. Russ. von Johanna Renate Döring-Smirnov u. Rosemarie Tietze. Athenäum, Königstein/Ts. 1982.
  - Tagebücher (1. Band) 1862–1897. Aus dem Russischen von Johanna Renate Döring-Smirnov und Rosemarie Tietze. Nostrum Verlag, Mülheim a.d. Ruhr 2016, 396 S., ISBN 978-3-9816465-4-2
  - Tagebücher (2. Band) 1898 - 1910. Aus dem Russischen von Johanna Renate Döring-Smirnov und Rosemarie Tietze. Nostrum Verlag, Mülheim a.d. Ruhr 2017, 409 S., ISBN 978-3-9816465-5-9
- Leo Tolstoj: Briefe an seine Frau. Hrsg. von Dimitrij Umanskij. P. Zsolnay, Berlin / Wien / Leipzig 1925, DNB 576697001.
- Autobiography of Sophie Andreevna Tolstoi. engl. (online bei archive.org)